# مدل دروده
مدل درود یک توضیح کلاسیک از جریان الکتریکی در فلزات یا به عبارت جامع تر، الکترون‌های آزاد در مواد جامد می‌باشد. این مدل در سال ۱۹۰۰ میلادی توسط پاول درود معرفی شد و در سال‌های بعد توسط دانشمندان دیگر در حوزهٔ مکانیک کوانتوم کامل‌تر گردید.
در مدل درود یک رسانای الکتریکی به‌عنوان یک کریستال یونی مورد توجه قرار می‌گیرد که در آن الکترون‌ها می‌توانند آزادانه حرکت کنند (همانند ذرات گاز درون یک ظرف). این ذرات عامل به وجود آمدن جریان الکتریکی درون جسم جامد می‌باشند. هنگامی که رسانا در یک میدان الکتریکی خارجی قرار می‌گیرد به این ذرات به‌طور ناپیوسته نیرو F = E q وارد می‌گردد؛ بنابراین مقدار جریان و مقاومت در طول زمان یکسان نمی‌باشد. از این رو قانون اهم در اینجا صدق نمی‌کند. بعد از مدت کوتاهی از اعمال میدان الکتریکی، حالت تعادلی برقرار می‌گردد و سرعت متوسط الکترونها و بدنبال آن جریان الکترونها متناسب با میدان خارجی می‌شود. طبق این مدل الکترونها به یونهای موجود در ساختار بلوری (کریستالی) جامد برخورد کرده و متوقف می‌شوند. این توقف دارای مدت زمان برخورد τ بین دو ذره بوده که با افزایش دما این زمان برخورد و بدنبال آن رسانایی فلز کمتر می‌شود.